# Stanton, Texas
Stanton là một thành phố thuộc quận Martin, tiểu bang Texas, Hoa Kỳ. Năm 2010, dân số của xã này là 2492 người.

## Dân số
- Dân số năm 2000: 2556 người.
- Dân số năm 2010: 2492 người.